# Paragomphus capricornis
Paragomphus capricornis är en trollsländeart som först beskrevs av W. Foerster 1914.  Paragomphus capricornis ingår i släktet Paragomphus och familjen flodtrollsländor. IUCN kategoriserar arten globalt som livskraftig. Inga underarter finns listade i Catalogue of Life.